# Serial
Als Serial wird die Produktionsform von zahlreichen Serien-Kinofilmen in den USA und anderen Ländern bezeichnet. Sie liefen in der ersten Hälfte des 20. Jahrhunderts wöchentlich als kürzere Vorfilme mit einer Dauer von ca. 30 Minuten (drei Filmrollen) vor dem eigentlichen Hauptfilm und  bestanden aus mindestens 12 Einzelfilmen. Die Filme endeten üblicherweise mit dem Schriftzug To be Continued („wird fortgesetzt“) und einem Cliffhanger-Szenario. In der Fortsetzung wurde kurz in die vergangene Geschichte eingeleitet und dann der Cliffhanger aufgelöst. Allerdings kam es dabei öfter vor, dass dabei eine im letzten Film nicht gezeigte Szene eingefügt wurde, aus der ersichtlich wurde, warum nun der Held oder die Heldin ihrem tödlichen Schicksal überhaupt entgehen konnte.

## Charakterisierung
Eine typische Samstag-Kinovorstellung der 1920er- und 1930er-Jahre in den USA bestand aus mindestens einem Film eines Serials, einem Zeichentrickfilm, einer Wochenschau und zwei langen Hauptfilmen. Durch den Serialfilm mit seiner offenen Handlung war der Zuschauer gezwungen, regelmäßig einmal pro Woche ins Kino zu gehen, um überhaupt die ganze Geschichte mitzubekommen, egal welcher Hauptfilm beziehungsweise welche Hauptfilme folgten.
In der Produktion wurde erst ein komplettes Filmscript erstellt und dann in passende Kapitel aufgeteilt. Meist wurden die  Filme billig und schnell hergestellt, es gab jedoch auch Ausnahmen, wie die Serials mit den Abenteuern des Science-Fiction-Helden Flash Gordon mit Buster Crabbe. In Frankreich sorgte 1913 René Navarre als Fantômas in einer fünfteiligen Filmreihe von Louis Feuillade für Aufregung, eine US-Version in zwanzig Teilen folgte 1920 mit Edward Roseman als Superbandit.
Besonders populär waren die Serials in den 1920er- und 1930er-Jahren. 
Allein 1936 rangen elf verschiedene Serials gleichzeitig um die Gunst des Kinobesuchers und 1937 stieg die Zahl dann auf 12 verschiedene Serials. Waren dabei anfangs viele Filme, die sich in der Handlung mit der so genannten Damsel in Distress (Verfolgte Unschuld) befassten, wie eines der bekanntesten frühen Serials The Perils of Pauline (1914) mit Pearl White, dessen Grundgeschichte erneut 1933, 1947 und 1967 verfilmt wurde, so gab es in der Tonfilmzeit kaum eine Thematik, die nicht in einem Serial untergebracht wurde, über die Science-Fiction-Helden Flash Gordon und Buck Rogers (ebenfalls mit Buster Crabbe in der Hauptrolle), den schon in Comics erfolgreichen Schnüffler Dick Tracy, den maskierten „Rächer der Unterdrückten“ Zorro, den hinterhältigen Chinesen Fu Man Chu bis zum unerschrockenen Westernhelden Lone Ranger und zu den verklärten Abenteuern des Scouts Kit Carson. 
Westernabenteuer stellten die bei weitem größte Anzahl der frühen Serials, in denen auch der spätere Kinostar John Wayne als singender Cowboy seine Karriere begann. Ab den 1940er-Jahren sind dann zunehmend Spionagethematiken und Abenteuer von Comic-Helden zu verzeichnen.
Der Abstieg der Serials verlief parallel zum Aufstieg des Fernsehens. Das einzige Serial, das auf einer Fernsehserie als Vorlage beruhte, war 1951 Captain Video: Master of the Stratosphere; Vorlage war die seit 1949 produzierte Serie Captain Video and His Video Rangers.
Serials wie Ace Drummond oder Doc Savage werden als wichtiger Einfluss für die Entstehung von Indiana Jones genannt.

## Film-Serials (Auszug)

### Stummfilmzeit
- 1910: Arsène Lupin contra Sherlock Holmes
- 1913/1914: Fantomas
- 1914: The Perils of Pauline
- 1915: Les Vampires
- 1916: Judex
- 1920: Fantômas
- 1925: The Green Archer
- 1929: Queen of the Northwoods
- 1929: Tarzan der Tiger

### „Das Goldene Zeitalter“
- 1932: Der letzte Mohikaner
- 1935: The Fighting Marines
- 1935: The Phantom Empire
- 1936: Flash Gordon
- 1936: The Undersea Kingdom
- 1937: Dick Tracy
- 1937: Radio Patrol
- 1937: S.O.S. Coast Guard
- 1939: Buck Rogers
- 1940: The Green Archer
- 1940: The Green Hornet
- 1940: The Shadow
- 1941: Adventures of Captain Marvel
- 1943: Batman und Robin
- 1943: The Phantom
- 1944: Captain America
- 1945: Jungle Queen
- 1946: The Crimson Ghost
- 1947: Brick Bradford
- 1948: Superman
- 1949: Batman and Robin
- 1949: Bruce Gentry – Daredevil of the Skies
- 1949: King of the Rocket Men
- 1950: Atom Man vs. Superman

### Wendepunkte
- 1929: The King of the Kongo – Das erste Tonfilmserial (Mascot Pictures)
- 1946: The Mysterious Mr. M – Das letzte Serial von Universal
- 1955: King of the Carnival – Das letzte Serial von Republic
- 1956: Blazing the Overland Trail – Das letzte Serial überhaupt (Columbia Pictures)